# Nussli
Nussli (полное наименование — Nussli (Schweiz) AG — швейцарская компания. Штаб-квартира компании расположена в Хютвилене.

## История
Компания основана в 1941 году в Швейцарии. С самого начала компания занималась производством трибун и прочей инфраструктуры, необходимой для проведения крупномасштабных, массовых мероприятий. За время своего существования компания Nussli работала на 13 олимпиадах, чемпионатах мира и Европы по футболу и многих других мероприятиях. В настоящий момент, компания представлена в 10 странах мира, а также в 2013 году открыла официальное представительство на территории РФ. Интересы компании в РФ представляет Матвей Дигилов — известный спортивный менеджер, член союза спортивных менеджеров Германии (VSD).
В 2010 году, в рамках проведения всемирной выставки «Экспо 2010» в Шанхае, компания Nussli выполнила проекты павильонов Германии и Швейцарии, за что получила наивысшие награды.

## Собственники и руководство
Мартин Месснер - CEO и член правления компании Nüssli Group

## Деятельность
Проектирование и строительство временной инфраструктуры. Поддержка заявок стран-государств, претендующих на получение права проведения спортивных соревнований. В 2010 компания Nussli поддержала завку России на получение права проведения ЧМ по футбола в 2018 году. Специалисты компании разработали концепт временной инфраструктуры и увеличения вместимости стадионов, включенных в Российскую заявку.
В 2008 году был заключен четырёхлетний контракт на строительство временной инфраструктуры и трибун для этапа Формулы 1, гран-при в Валенсии (см. Валенсия (городская трасса)). Nussli ежегодно возводит для этого мероприятия 120 000 зрительских мест.В 2013 году заключен долгосрочный контракт на поставку временной инфраструктуры на этап формулы 1 в Нью-Джерси (США).

### Показатели деятельности
Один из мировых лидеров в индустрии технического обеспечения культурно-массовых мероприятий. Арендный парк трибун насчитывает 260 000 зрительских мест. Являются эксклюзивными разработчиками и носителями технологии модульного строительства стадионов.
Отличительной чертой компании является временное расширение вместительности капитальных стадионов (так называемое наращивание трибун). Во время проведения ЧМ 2010 в ЮАР, Nussli временно расширила стадионы в Кейптауне и Дурбане; после проведения ЧМ, трибуны были демонтированы и использованы в других проектах. В этом направлении у швейцарской компании практически нет конкурентов во всем мире.
В 2014 году, в рамках проведения Зимних Олимпийских Игр в г.Сочи, на территории Олимпийского парка, компания Nüssli возвела ряд временных павильонов официальных партнеров и спонсоров Олимпийских Игр, среди которых были павильоны компаний Volkswagen, Procter&Gamble, Omega, Samsung и другие.   